# Liste der Biografien/Here
Liste der Biografien |
Portal Biografien |
Personensuche
# |
A |
B |
C |
D |
E |
F |
G |
H |
I |
J |
K |
L |
M |
N |
O |
P |
Q |
R |
S |
T |
U |
V |
W |
X |
Y |
Z |
?
 
Ha |
Hd |
He |
Hi |
Hj |
Hk |
Hl |
Hm |
Hn |
Ho |
Hr |
Hs |
Ht |
Hu |
Hv |
Hw |
Hy
 
Hea |
Heb |
Hec |
Hed |
Hee |
Hef |
Heg |
Heh |
Hei |
Hej |
Hek |
Hel |
Hem |
Hen |
Heo |
Hep |
Heq |
Her |
Hes |
Het |
Heu |
Hev |
Hew |
Hex |
Hey |
Hez
 
Hera |
Herb |
Herc |
Herd |
Here |
Herf |
Herg |
Herh |
Heri |
Herj |
Herk |
Herl |
Herm |
Hern |
Hero |
Herp |
Herq |
Herr |
Hers |
Hert |
Heru |
Herv |
Herw |
Herx |
Hery |
Herz
Die Liste der Biografien führt alle Personen auf, die in der deutschsprachigen Wikipedia einen Artikel haben. Dieses ist eine Teilliste mit 56 Einträgen von Personen, deren Namen mit den Buchstaben „Here“ beginnt.

## Here
- Héré, Emmanuel (1705–1763), Lothringer Architekt

### Herea
- Herea, Carmen Andreea (* 2005), rumänische Tennisspielerin
- Herea, Ovidiu (* 1985), rumänischer Fußballspieler

### Hereb
- Herebord von Bismarck († 1280), Gildemeister, Vorfahr Otto von Bismarcks

### Hered
- Heredero, Roberto (* 1950), kubanischer Radrennfahrer
- Heredia Begines, Narciso (1775–1847), Ministerpräsident von Spanien
- Heredia, Danilo (* 1926), venezolanischer Radrennfahrer
- Heredia, Dolores (* 1966), mexikanische Schauspielerin
- Heredia, Hugo (1935–2019), argentinischer Jazzmusiker (Tenorsaxophon, Flöte)
- Heredia, Joey (* 1959), US-amerikanischer Schlagzeuger
- Heredia, José Cayetano (1797–1861), peruanischer Mediziner und Professor
- Heredia, José María (1803–1839), kubanischer Poet
- Heredia, José-Maria de (1842–1905), französischer Schriftsteller spanischer Herkunft
- Heredia, Luis Bernabé († 1951), argentinischer Fußballspieler
- Heredia, Manuel Agustín (1786–1846), spanischer Industrieller
- Heredia, Marie de (1875–1963), französische Romanautorin, Dichterin und DramatikerinMarie de Heredia (1875–1963)

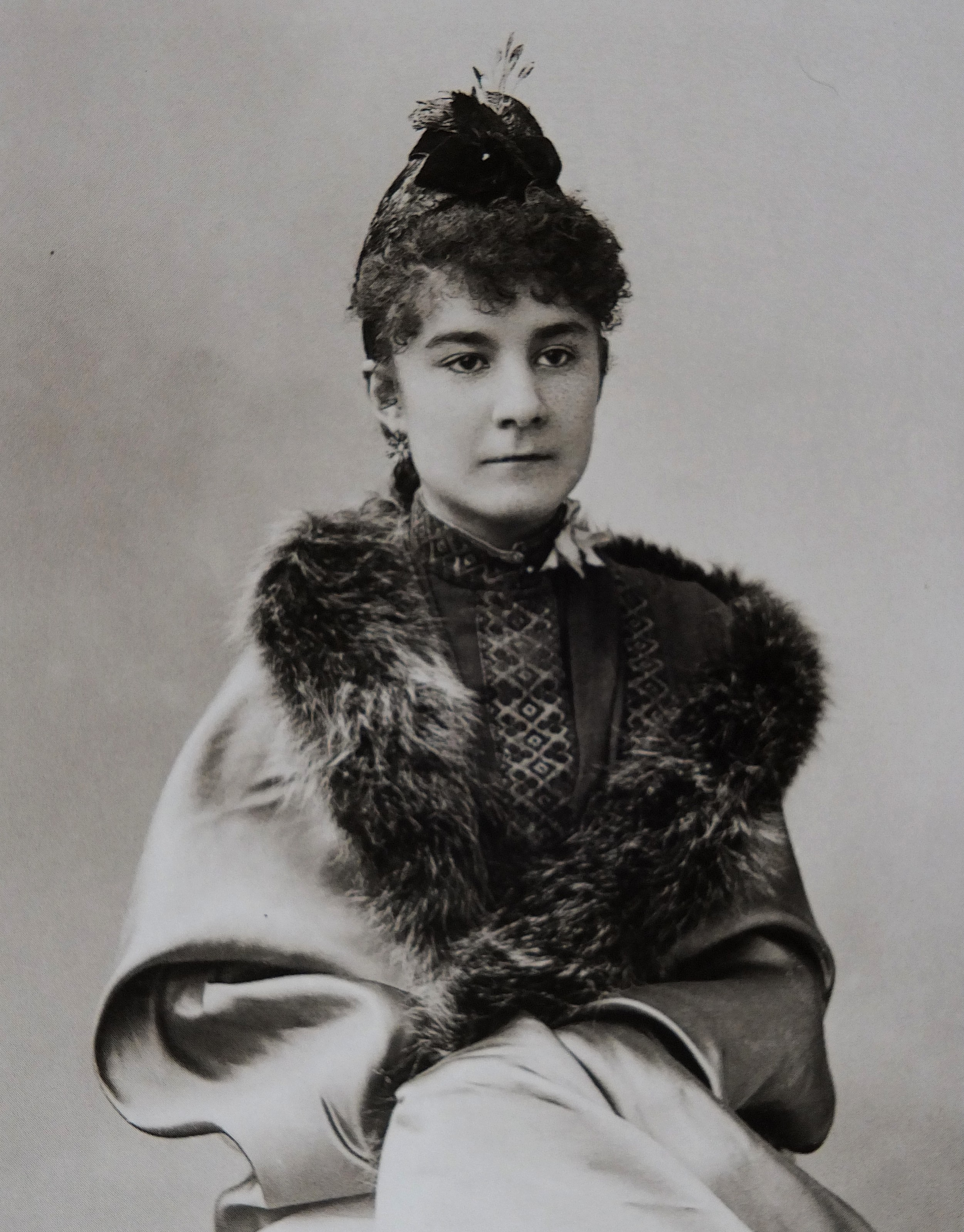
Marie de Heredia (1875–1963)

- Heredia, Melito, dominikanischer Radrennfahrer
- Heredia, Nadine (* 1976), peruanische Kommunikationswissenschaftlerin, Soziologin und Politikerin
- Heredia, Olaf (* 1957), mexikanischer Fußballtorwart
- Heredia, Rafael (1937–2021), mexikanischer Basketballspieler
- Heredia, Ramón (* 1951), argentinischer Fußballspieler
- Heredia, Severiano de (1836–1901), französischer Politiker

### Heref
- Hereford, Frank (1825–1891), US-amerikanischer Politiker

### Hereg
- Heregger, Selina (* 1977), österreichische Skirennläuferin

### Hereh
- Hereha, Halyna (* 1959), ukrainische Diplomatin und Botschafterin

### Herek
- Herek, Stephen (* 1958), US-amerikanischer Filmregisseur, Filmproduzent und Drehbuchautor

### Herel
- Hérelle, Christophe (* 1992), französischer Fußballspieler
- Hérelle, Félix Hubert d’ (1873–1949), britisch-kanadischer Biologe
- Herelová, Nina (* 1993), slowakische Volleyballspielerin

### Herem
- Herem, Martin (* 1973), estnischer General
- Heremans, Albert (1906–1997), belgischer Fußballspieler

### Heren
- Herennia Cupressenia Etruscilla, Gattin des römischen Kaisers Decius
- Herennios Philon, phönikischer Gelehrter, Grammatiker und Geschichtsschreiber
- Herennius Capella, Gaius, Konsul 119
- Herennius Etruscus († 251), römischer Kaiser gemeinsam mit seinem Vater Decius
- Herennius Faustus, Marcus, römischer Suffektkonsul (121)
- Herennius Modestinus, römischer Jurist
- Herennius Niger, Publius, römischer Offizier (Kaiserzeit)
- Herennius Saturninus, Lucius, römischer Suffektkonsul (100)
- Herennius Valens, Marcus, römischer Centurio
- Herennius, Marcus, antiker römischer Toreut
- Herennius, Marcus, römischer Politiker, Konsul 93 v. Chr.
- Herenton, Willie W. (* 1940), US-amerikanischer Bürgermeister

### Hereo
- Hereora, Dave (1956–2014), neuseeländischer Gewerkschaftler und Politiker der Labour Party

### Herer
- Herer, Jack (1939–2010), US-amerikanischer Schriftsteller und HanfaktivistJack Herer (1939–2010)

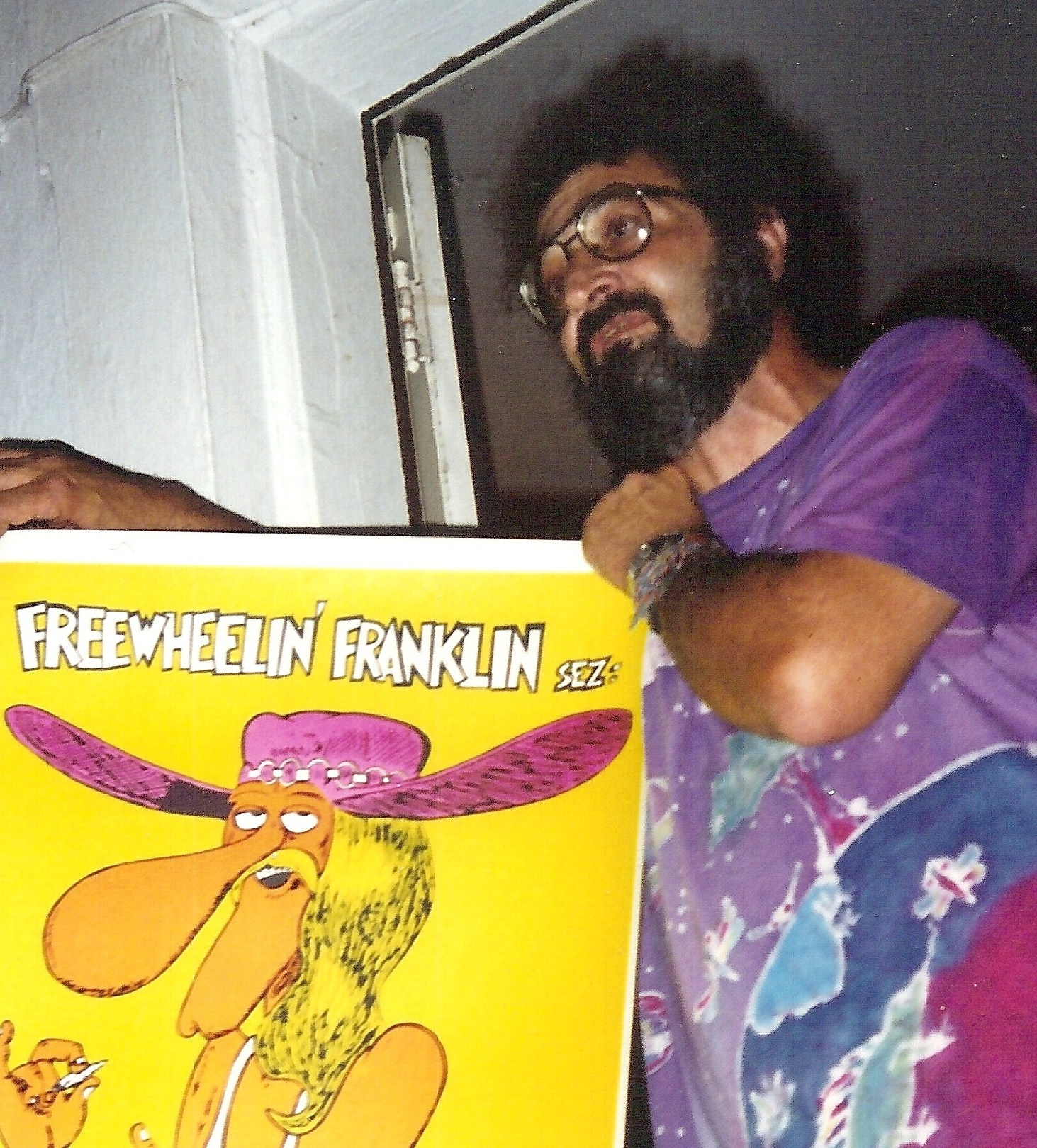
Jack Herer (1939–2010)

### Heres
- Heres, Gerald (* 1940), deutscher Klassischer Archäologin
- Heres, Hedi (1939–2010), deutsche Schriftstellerin und Moderatorin
- Heres, Huberta (* 1934), deutsche Klassische Archäologin
- Heresbach, Konrad (1496–1576), deutscher Humanist
- Heresch, Elisabeth (* 1949), österreichische Autorin von Büchern zur russischen Geschichte und Kultur

### Heret
- Hereth, Adam (1897–1934), deutscher Arbeiter, Opfer des sogenannten Röhm-Putsches
- Hereth, Michael (* 1938), deutsch-französischer Politikwissenschaftler und Politiker (SPD), MdL
- Herety, John (* 1958), britischer Radrennfahrer

### Hereu
- Hereu, Jordi (* 1965), spanischer Politiker, Bürgermeister von Barcelona

### Herew
- Herewald, Bischof von Sherborne
- Hereward the Wake, Widerstandskämpfer gegen die normannische Eroberung Englands